# Rodolfo Pérez Osorio
Rodolfo Pérez Osorio fue un árbitro paraguayo de fútbol. Ejerció su profesión durante los años 1960 y 1970.

## Trayectoria
Ha sido el árbitro de importantes competiciones. En el año 1967 dirigió la tercera final de la Copa Libertadores de América, en la que Racing Club de Argentina le ganó a Nacional de Uruguay por 2 a 1.
Ese mismo año, dirigió dos partidos de la Copa Intercontinental, que enfrentó a Racing y a Celtic Football Club de Escocia. Su actuación en el partido de desempate (conocido también como «la Batalla de Montevideo») lo hicieron blanco de numerosas críticas, por no poder mantener el orden. El último, tuvo un saldo de seis expulsados e intervenciones policiales dentro del campo de juego.